# BoyWithUke
BoyWithUke, pseudonimo di Charley Yang (Daegu, 25 agosto 2002), è un cantante sudcoreano con cittadinanza statunitense.

## Biografia
BoyWithUke si è fatto conoscere con la hit Toxic, certificata platino dalla Recording Industry Association of America, oro dalla Bundesverband Musikindustrie e argento dalla British Phonographic Industry, che è entrata in svariate classifiche nazionali, tra cui la Deutsche Singlechart, la Canadian Hot 100 e la Official Singles Chart. Si tratta del singolo apripista del terzo album in studio Serotonin Dreams, entrato in classifica sia nella Billboard 200 che nella Official Albums Chart.
È stato candidato per l'iHeartRadio Music Award al miglior nuovo artista rock/alternativo del 2023.

## Discografia

### Album in studio
- 2021 – Melatonin Dreams
- 2021 – Fever Dreams
- 2022 – Serotonin Dreams
- 2023 – Lucid Dreams
- 2024 – Burnout

### Singoli
- 2021 – Trouvaille
- 2021 – Small Fry (con Curio Watts)
- 2021 – Faded
- 2021 – Toxic
- 2022 – Long Drives
- 2022 – Sick of U (feat. Oliver Tree)
- 2023 – Rockstar
- 2023 – Antisocial
- 2023 – Out of Reach
- 2024 – Can You Feel It?
- 2024 – Ghost
- 2024 – Gaslight